# Ortheziola peregovitsi
Ortheziola peregovitsi är en insektsart som beskrevs av Ferenc Kozár och Konczné Benedicty 2001. Ortheziola peregovitsi ingår i släktet Ortheziola och familjen vaxsköldlöss.
Artens utbredningsområde är Sydkorea. Inga underarter finns listade i Catalogue of Life.